# 伊藤創平
伊藤 創平（いとう そうへい）は、日本の農芸化学者。専門は、蛋白質X線結晶構造解析・蛋白質工学。学位は、博士（農学）（東京大学・2003年）。静岡県立大学大学院食品栄養環境科学研究院准教授・食品栄養科学部准教授。

## 概要
東京大学農学部、東京大学大学院農学生命科学研究科を経て、静岡県立大学大学院生活健康科学研究科助教に着任した。岩田想、伊藤圭祐との共同研究により、世界で初めて齲蝕の病原因子となる酵素の立体構造を解明したことで知られている。

## 来歴

### 生い立ち
1998年、東京大学農学部応用生命科学科卒業。2003年、東京大学大学院農学生命科学研究科博士課程修了、博士（農学）。

### 研究者として
大学院修了後、日本学術振興会の特別研究員となる。その後、静岡県立大学大学院生活健康科学研究科・食品栄養科学部の助教に就任。生活健康科学研究科では食品栄養科学専攻に所属し、主として食品蛋白質工学研究室を担当した。2012年、准教授に就任。

## 研究

### 主な分野
農学の中でも農芸化学に関する分野を研究しており、蛋白質X線結晶構造解析や蛋白質工学を専門としている。具体的な例としては、ヒト血清アルブミンの構造や機能についての研究が挙げられる。また、酵素に関する研究にも取り組んでおり、植物の香気成分の合成に関連する酵素や、超好熱性古細菌の糖代謝に関連する酵素について調査を行っている。
共同執筆した論文「Human Serum Albumin as an Antioxidant in the Oxidation of (-)-Epigallocatechin Gallate: Participation of Reversible Covalent Binding for Interaction and Stabilization」は、『Bioscience, Biotechnology, and Biochemistry』に掲載された。この論文は、2011年から2013年にかけて同誌に掲載された論文の中で最も被引用数が多かったことから、BBB Most-Cited Paper Awardが授与されている。

### グルカンスクラーゼの立体構造の解明
2011年、京都大学大学院医学研究科教授の岩田想や、静岡県立大学食品栄養科学部助教の伊藤圭祐とともに、う蝕の病原因子となる酵素「グルカンスクラーゼ」の立体構造を明らかにした。これにより、グルカンスクラーゼによる多糖の合成のメカニズムを解明した。なお、う蝕の病原因子となる酵素の立体構造が解明されたのは、史上初めてである。
伊藤創平らは、グルカンスクラーゼを大量に人工合成することに成功し、それらにX線を照射し結晶の内部を分析することで、その立体構造を明らかにした。

## 略歴
- 1998年3月 - 東京大学農学部応用生命科学科卒業
- 2000年3月 - 東京大学大学院農学生命科学研究科修士課程修了
- 2003年
  - 3月 - 東京大学大学院農学生命科学研究科博士課程修了
  - 4月 - 日本学術振興会特別研究員

## 受賞歴
- 2014年 - BBB Most-Cited Paper Award。

## 関連人物
- 伊藤圭祐